# Дитрих I (Вид)
Дитрих I или Теодерих I (на немски: Dietrich I von Wied, Theoderich I von Wied; * пр. 1158; † ок. 1200, манастир Хайстербах) е от ок. 1162 до ок. 1197 г. граф на Вид.

## Биография
Той е син на граф Зигфрид фон Вид († сл. 1161). Брат му Рудолф (1152 – 1197) e избран през 1183 г. за архиепископ на Трир, но папа Луций III не го признава.
Дитрих получава рицарското си обучение при рейнския пфалцграф Конрад Хоенщауфен. През 1162 г. Дитрих поема регентсвото в Графство Вид след смъртта на баща си. От 1173 г. той е наследствен фогт на кралското имение в Андернах.
Дитрих участва през 1189 г. в свитата на император Фридрих I Барбароса в Третия кръстоносен поход. През 1190 г. неговите бойци завладяват градове в Тракия. Той се връща същата година след смъртта на Барбароса.
Около 1197 г. той предава графството на синът си Георг и става монах в Цистерцианското абатство Хайстербах. Там той има контакти с монаха хронист Цезарий от Хайстербах.

## Фамилия
Името на съпругата му не е известно. Той има пет сина и три дъщери:
- Георг фон Вид († вер. 15 юни 1219 пред Дамиета), от 1197 до 1219 г. граф на Вид, женен, няма деца
- Конрад фон Вид (споменат 1204), фогт на Андернах от 1211 до 1215, няма деца
- Теодерих II фон Вид (Дитрих II; ок. 1170 – 1242), от 1212 до 1242 архиепископ и курфюрст на Трир
- Лотар фон Вид († 1244), последва като граф брат си Георг, от 1218 до 1243 г. граф на Вид, от 1220 фогт на Андернах; женен за Лиутгард фон Лайнинген († сл. 1239), вдовица на граф Симон II фон Саарбрюкен, няма деца
- Метфрид фон Вид (споменат 1204 и 1220), пропст на Св. Паулин в Трир, главен хор епископ на Трир
- Теодора фон Вид (спомената 1182 до 1192), омъжена за граф Бруно фон Изенбург († 1210), нейният син Бруно II основава втората графска фамилия цу Вид
- Изалда фон Вид († 1223), омъжена за граф Готфрид I фон Епщайн († 1223)
- Ида фон Вид, абатиса в дамския манастир Фреден